# Michael Billington (skådespelare)
Michael Billington, född 24 december 1941 i Blackburn, Lancashire, död 3 juni 2005 i Margate, Kent, var en brittisk skådespelare som svenska TV-tittare minns mest från TV-serien Onedinlinjen där han spelade Daniel Fogarty de tre första åren av serien (1971–1974).
Andra större roller som Billington gjorde var exempelvis som överste Paul Foster i den brittiska TV-serien UFO från 1970.
Det påstås att Billington var Albert R. Broccolis förstaval som ny James Bond-skådespelare om inte Roger Moore hade ställt upp i filmen Ur dödlig synvinkel 1981. Han hade också en mindre roll i början av Bond-filmen Älskade spion 1977. Vidare har Billington gästspelat i serier som Magnum, Par i hjärter, Titta han flyger och Fantasy Island.
Billington spelade också teater i uppsättningar av Köpmannen i Venedig och En handelsresandes död.